# Sphenanthias sibogae
Sphenanthias sibogae är en fiskart som beskrevs av Weber, 1913. Sphenanthias sibogae ingår i släktet Sphenanthias och familjen Cepolidae. Inga underarter finns listade i Catalogue of Life.